# Laz (Nikšić)
Pour l’article homonyme, voir Laz.
Laz (en serbe cyrillique: Лаз) est un village de l'ouest du Monténégro, dans la municipalité de Nikšić.

## Démographie

### Évolution historique de la population[1]
| 1948 | 1953 | 1961 | 1971 | 1981 | 1991 | 2003 |
| ---- | ---- | ---- | ---- | ---- | ---- | ---- |
| 126  | 449  | 165  | 196  | 181  | 155  | 149  |